# Bandeira presidencial dos Estados Unidos

Bandeira presidencial em 1945, com 48 estrelas.

A bandeira presidencial dos Estados Unidos é a bandeira oficial do Chefe de Estado e de governo dos Estados Unidos e consiste em um fundo azul-escuro, tendo ao centro o selo presidencial.

## História
Foi adotada em 25 de outubro de 1945 através da Ordem Executiva 9 646, emitida pelo presidente Harry S. Truman, com 48 estrelas. Posteriormente, com a elevação do Alasca à categoria de estado, o presidente Dwight D. Eisenhower baixou a Ordem Executiva 10 823 de 25 de maio de 1949, e foi acrescentada a 49ª estrela. Seu atual formato, bem como as especificações, estão definidas pela Ordem Executiva 10 860, de 5 de fevereiro de 1960 e em vigor desde 4 de julho do mesmo ano, quando foi adicionada mais uma estrela após o Havaí se tornar o 50° estado do país. Tal ordem expõe:
| “ | A Bandeira do Presidente dos Estados Unidos consistirá em um fundo retangular azul escuro, de tamanho e proporções de acordo com os usos militares e navais, com o selo presidencial em suas cores. As proporções dos elementos do Selo terão relação direta com o tamanho da bandeira e esta variará em função dos costumes nos atos militares e navais. | ” |